# Admir Terzić
Admir Terzić (* 19. September 1992 in Alsdorf) ist ein deutsch-bosnischer Fußballspieler, der in der Abwehr vorrangig als Innenverteidiger eingesetzt wird.

## Karriere
Terzić begann seine Karriere in der Jugend des unterklassigen Alsdorfer Vereins SC Kellersberg, bevor er in die Jugend von Alemannia Aachen wechselte. Im Sommer 2009 wechselte er in die U-19 von Borussia Dortmund.
Zwei Jahre später schaffte er den Sprung in den Kader der zweiten Mannschaft, die in der Regionalliga West spielte. Doch bereits zuvor erlangte er aufgrund eines traurigen Vorfalls Bekanntheit bei den BVB-Anhängern: Terzićs Vater nahm sich im März 2011 das Leben und zündete das Haus der Familie an. Keine weitere Person kam zu Schaden, dennoch begab sich der junge Spieler für mehrere Monate in psychiatrische Behandlung. In der Rückrunde 2011/12 erkämpfte Terzić sich einen Stammplatz in der Innenverteidigung und stieg mit der Mannschaft in die 3. Liga auf. Zu Beginn der Saison 2012/13 verlor er jedoch seinen Stammplatz. Am 3. August 2012, dem 3. Spieltag der Saison 2012/13, kam er zu seinem Debüt im Profifußball im Auswärtsspiel gegen seinen ehemaligen Klub Alemannia Aachen (1:1), als er in der 60. Minute für Marcel Halstenberg eingewechselt wurde.
Vor der Saison 2013/14 liebäugelte Terzić mit einem Wechsel zu Alemannia Aachen. Er trainierte zwar beim Auftakttraining der Alemannia mit, unterschrieb jedoch keinen Vertrag. Zudem zog er sich eine Knöchelverletzung zu. Im Januar 2014 unterzeichnete Terzić einen Vertrag beim Regionalligisten SV Lippstadt 08, bei dem er lediglich auf einen Kurzeinsatz kam. Im Sommer 2014 ging er zum Kreisligisten FC Roetgen, ehe er ein Jahr später in die Landesliga zu den Sportfreunden Düren wechselte.
Zur Saison 2016/17 ging er in die Mittelrheinliga zu Borussia Freialdenhoven. Ein Jahr später schloss er sich der TuRU Düsseldorf in der Oberliga Niederrhein an. In der Winterpause 2017/18 löste er nach acht Ligaeinsätzen seinen Vertrag wieder auf.
Im Januar 2018 schloss er sich dem Regionalligisten TuS Erndtebrück an Im Sommer 2019 wechselte er zum Mittelrheinligisten FC Wegberg-Beeck. Bereits im Winter 2020 wechselte er ligaintern zu Viktoria Arnoldsweiler. Im Sommer 2020 erfolgte sein Wechsel zurück zum mittlerweile in der Oberliga Westfalen spielenden TuS Erndtebrück.

## Nationalmannschaft
Terzić war in der Saison 2008/09 Mitglied der deutschen U-17-Nationalmannschaft, für die er in zwei Länderspielen eingewechselt wurde.